# بوعرام (أولاد بوزيان)
بوعرام هو دُوَّار يقع بجماعة اوطابوعبان، إقليم تاونات، جهة فاس مكناس في المملكة المغربية. ينتمي الدوّار لمشيخة أولاد بوزيان التي تضم 21 دوار. يقدر عدد سكانه بـ 615 نسمة حسب الإحصاء الرسمي للسكان والسكنى لسنة 2004.

## روابط خارجية
- البوابة الوطنية للجماعات الترابية نسخة محفوظة 12 مارس 2018 على موقع واي باك مشين.
- المندوبية السامية للتخطيط